# Frédéric Cattaneo
Frédéric Cattaneo, né le 3 décembre 1978 à Salé est un joueur français de tennis en fauteuil roulant.   

## Biographie
Amputé des deux jambes après un accident de moto, il commence le tennis fauteuil à 23 ans en 2002.
Il s'est principalement illustré en décrochant une médaille d'argent en double messieurs avec Nicolas Peifer lors des Jeux paralympiques de Londres en 2012, peu après s'être imposé à Roland-Garros avec Shingo Kunieda.
Membre de l'équipe de France, il a remporté la Coupe du Monde par équipe en 2009, 2012, 2016 et 2017. Sur le plan individuel, il est sacré champion de France en 2003 et vice-champion en 2006.
Il remporte son titre le plus important en simple à Atlanta en 2010 (ITF 1). En double, il a remporté l'Open d'Afrique du Sud (Super Series) en 2013 et 2014 avec Stéphane Houdet.

## Palmarès

### Jeux paralympiques
- Jeux paralympiques d'été de 2012 à Londres
  -  médaillé d'argent en double messieurs avec Nicolas Peifer

### En Grand Chelem

#### Victoire en double (1)
| Année | Tournoi       | Partenaire     | Adversaires en finale           | Score             |
| 2012  | Roland-Garros | Shingo Kunieda | Michaël Jeremiasz Stefan Olsson | 3-6, 7-63, [10-6] |

#### Finales en double (2)
| Année | Tournoi       | Partenaire    | Adversaires en finale          | Score     |
| 2013  | Wimbledon     | Ronald Vink   | Stéphane Houdet Shingo Kunieda | 6-4, 6-2  |
| 2018  | Roland-Garros | Stefan Olsson | Stéphane Houdet Nicolas Peifer | 6-1, 7-65 |

## Distinctions
- Chevalier de l'ordre national du Mérite (décret du 31 décembre 2012)[3]